# Àcid sciadònic
L'àcid sciadònic, el qual nom sistemàtic és àcid (5Z,11Z,14Z)-icosa-5,11,14-trienoic, i anomenat també àcid podocàrpic i àcid càltic, és un àcid carboxílic poliinsaturat de cadena lineal amb vint àtoms de carboni, la qual fórmula molecular és {\displaystyle {\ce {C20H34O2}}}. En bioquímica és considerat un àcid gras rar, de cadena llarga, i se simbolitza per C20:3 n-3. Presenta tres enllaços dobles, no conjugats, als carbonis 5, 11 i 14, tots ells amb conformació cis.

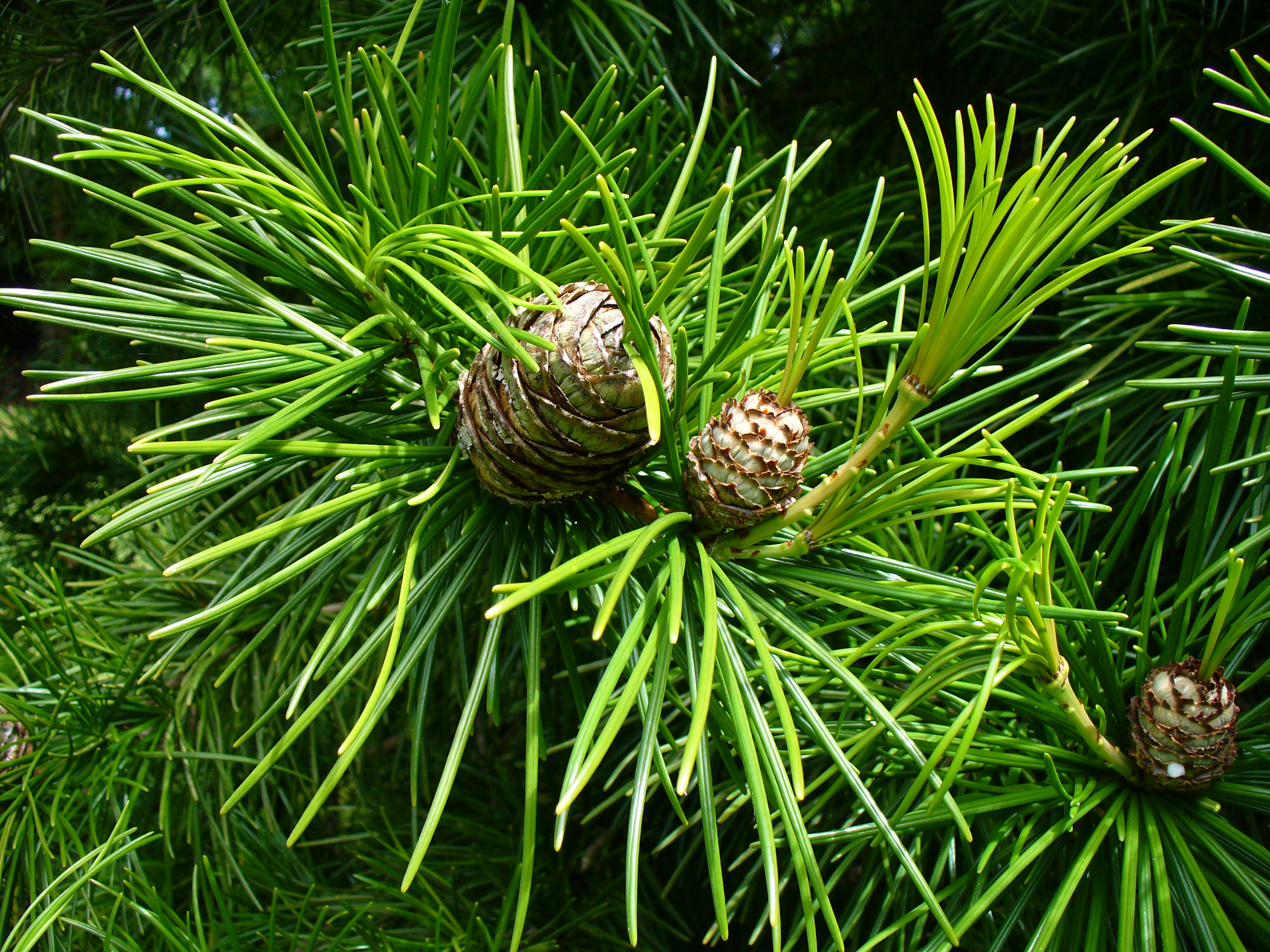
Sciadopitys verticillat

S'ha aïllat en moltes espècies de coníferes: Nigella bucharica (30 %), Podocarpus nagi (29 %), Nigella integrifolia (29 %), calta o Caltha palustris (23 %), Sciadopitys verticillata (18 %) de la qual prové el nom comú àcid sciadònic, Podocarpus andinus (17 %), Juniperus rigida (14 %) i altres.
S'empra com antiinflamatori.
A les coníferes se'l troba juntament amb altres àcids grassos que presenten també un doble enllaç al carboni 5, o Δ⁵, aïllat de la resta d'enllaços dobles i que n'és característic d'aquest grup d'àcids, format també per l'àcid juniperònic, l'àcid taxoleic, l'àcid pinolènic i l'àcid coniferònic.